# Fumitake Miura
Fumitake Miura (三浦 文丈 Miura Fumitake?), född 12 augusti 1970 i Shizuoka prefektur, är en japansk före detta fotbollsspelare.
Miura började sin karriär 1993 i Yokohama Marinos. Med Yokohama Marinos vann han japanska ligan 1995. Efter Yokohama Marinos spelade han för Kyoto Purple Sanga och Júbilo Iwata. Med Júbilo Iwata vann han japanska ligan 1999. 2001 flyttade han till FC Tokyo. Med FC Tokyo vann han japanska ligacupen 2004. Han avslutade karriären 2006.